# Love (álbum de Thalía)
Love é o terceiro álbum de estúdio da cantora mexicana Thalía, lançado em 7 de outubro de 1992, pela gravadora da Televisa, a Melody, que agora pertence ao Univision Music Group. Foi produzido pelo compositor e produtor espanhol Luis Carlos Esteban e lançado no México, alguns países da América Central, Estados Unidos (com capa alternativa), Espanha, Grécia e Turquia. No México, duas versões com faixas bônus e alteração do encarte foram lançadas. 
Poucos meses após o lançamento, foi certificado com um disco de Platina+Ouro, no México. Suas vendas no país são de cerca de 500.000, tornando-se o segundo mais vendido da cantora, atrás apenas de Primera Fila, que vendeu mais de 660.000.
Para comemorar o 25º aniversário de Thalía como artista solo, em de dezembro de 2014, tornou-se disponível nas plataformas digitais iTunes e Spotify.

## Antecedentes e produção
Depois de lançar seu segundo álbum de estúdio Mundo de Cristal, Thalía foi apresentar o programa VIP Noche, na Espanha, onde conheceu o compositor e produtor musical espanhol Luiz Carlos Esteban, a quem pediu ajuda para finalizar as composições do que viria a ser seu terceiro álbum solo.
Foram selecionadas canções com os mais diversos gêneros musicais, como um cover de "Cien Años" que é uma canção no estilo bolero composta por Pedro Infante e "Love", e uma canção contemporânea no estilo dance music dos anos de 1990. Também foram incluídos mais três covers: "A la Orilla del Mar" ("No litoral"), "La Vie en rose" ("A vida em rosa") e "Nunca Sabrás" ("Você nunca saberá").
As fotos ficaram a cargo do conhecido fotógrafo Adolfo Pérez Butron.
A primeira edição de Love incluiu apenas 12 canções. No entanto, como a novela de Thalía, María Mercedes, estava se tornando um grande sucesso, uma segunda versão foi lançada apresentando a música tema da novela como faixa bônus.

## Promoção
Thalía apresentou Love pela primeira vez no programa mexicano Siempre en Domingo, apresentado por Raúl Velasco, onde cantou o primeiro single, "Sangre", dedicado a seu ex-namorado e empresário Alfredo Díaz Ordaz, falecido em 1993.
No lançamento, Thalía apareceu no talk show Y Vero America Va, apresentado por Verónica Castro, onde interpretou ao vivo várias das canções.[carece de fontes?]
Um show especial chamado Love y otras fantasías foi exibido no México e incluiu sete videoclipes: "La Vie en rose", "El Día del Amor", "El Bronceador", "Love", "No trates de Engañarme", "Sangre" e "Déjame Escapar".
Depois do sucesso da novela María Mercedes o especial foi reexibido nos Estados Unidos como Love and Other Fantasies, foi transmitido pela Univision e produzido pela Televisa em 1993, para essa edição foram adicionados o videoclipe de "Maria Mercedes" e quatro apresentações ao vivo dos singles dos álbuns Thalía (1990) e Mundo de Cristal: "En La Intimidad", "Pienso en Ti", "Sudor" e "Amarillo Azul".[carece de fontes?]
Posteriormente, as canções "Sangre", "Love" e "Flor de Juventud" receberam outros videoclipes, feitos e exibidos exclusivamente no programa Siempre en Domingo.[carece de fontes?]

## Singles
- Sangre: o primeiro single, foi lançado em agosto de 1992 e foi escrito pela própria Thalía.[14] Em 1989, enquanto trabalhava na produção de seu primeiro álbum solo, Thalía conheceu Alfredo Díaz Ordaz, que fazia parte do departamento de música da Televisa,[5] ele produziu o primeiro LP da artista e ao mesmo tempo se tornou seu namorado, anos depois, no final de 1993, enquanto Thalía estava no litoral gravando as primeiras cenas para a novela “MariMar” prestes a se casarem, a cantora recebeu a notícia que aquele que era considerado seu mentor[15] e futuro marido havia acabado de falecer, a canção acabou se tornando uma espécie de homenagem à Alfredo. Sangre[16] foi produzida por Luis Carlos Esteban[17] e escolhida como o primeiro single do álbum Love.[18] O videoclipe da música foi incluído no especial Love Thalía,[19] e também no box set La Historia, lançado pela Universal Music em 2010, que incluía os três primeiros álbuns da cantora e um DVD com seus videoclipes da era Melody.[20] Na parada nacional do México, da revista Notitas Musicales, a canção atingiu a posição de #2.[21]
- María Mercedes: o segundo single, e incluído como bônus track na edição de relançamento de Love, é a música tema da novela María Mercedes de Thalía. O single foi lançado em novembro de 1992, e a pareceu tanto na lista do jornal El Siglo de Torreón com pico de #10 na Cidade do México,[22] quanto na chart da revista Notitas Musicales, atingindo #11 no México.[23] Uma versão instrumental foi incluída na tracklist das versões digitais de download e streaming.
- Love: o terceiro single do álbum, foi lançado em janeiro 1993, com duas versões remixadas: "Club Remix" (7:31) e "Nights Club Mix" (6:52).:[24] A canção foi escrita por Luis Carlos Esteban e usa uma amostra da canção "Glad to Know You" de Chas Jankel.[25] Além de nomear o álbum da cantora de 1992, a música também serviu de título para o especial do canal Televisa chamado Love Thalía, o videoclipe de "Love" foi feito para o especial.[26]  No vídeo, Thalía aparece com dois dançarinos vestidos de preto, dançando em um cenário de cor roxa.[26] Outro videoclipe foi feito com exclusividade para o programa Siempre en Domingo apresentado por Raúl Velasco, também do canal Televisa.[27] Em 1993, Thalia recebeu o prêmio de "Melhor Cantora" no Premios TV y Novelas de Saul Lisaso, na Cidade do México, e, rodeada por cenários impressionantes e dançarinos vestidos com trajes inspirados no Egito, ela interpretou a versão "1001 Nights Club Mix" da música.[28] A canção se tornou o segundo maior sucesso do álbum, alcançando a posição #3 no México, atrás apenas de Sangre, que atingiu o pico # 2 meses antes, na mesma lista.[22] Na charts nacional Notitas Musicales a canção atingiu a posição de #5.[29]
- La Vie En Rose (La Vida En Rosa): Quarto e último single do álbum, trata-se de um cover da música de Édith Piaf, o arranjo da música lembra o mesmo usado por Grace Jones em seu álbum de 1977, Portfolio. Uma versão editada foi incluída nas tracklists da versão em download digital e streaming.

## Performance comercial
As vendas atingiram 200.000 cópias no país natal da cantora, no primeiro mês de lançamento e meses depois foi certificado com um disco de Platina+Ouro (equivalente a 350.000 cópias vendidas na época). Eventualmente, chegou a marca de 500.000 cópias apenas em solo mexicano, o que o torna o segundo mais vendido da cantora no país, atrás apenas do disco ao vivo Primera Fila, que vendeu mais de 660.000 cópias. Nas Filipinas, foi certificado como disco de ouro, Thalía recebeu as certificações dos álbuns En éxtasis e Love em sua segunda visita ao país.

## Lista de faixas
| Love           |                                                |                                                                         |         |  |
| N.º            | Título                                         | Compositor(es)                                                          | Duração |  |
| 1.             | "A la Orilla del Mar"                          | Manuel Esperón, Ernesto Cortazar                                        | 3:47    |  |
| 2.             | "Sangre"                                       | Thalía                                                                  | 3:38    |  |
| 3.             | "La Vie en Rose (La Vida en Rosa)"             | Édith Piaf, Mack David, Louiguy Versão em espanhol: Luis Carlos Esteban | 5:13    |  |
| 4.             | "Love"                                         | Luis Carlos Esteban                                                     | 4:19    |  |
| 5.             | "El Bronceador"                                | Luis Carlos Esteban                                                     | 3:28    |  |
| 6.             | "Flor de Juventud"                             | Thalía, Luis Carlos Esteban                                             | 4:11    |  |
| 7.             | "No es el Momento"                             | Aureo Baqueiro                                                          | 3:51    |  |
| 8.             | "Cien Años"                                    | Ruben Fuentes, Alberto Cervantes                                        | 2:54    |  |
| 9.             | "El Día del Amor"                              | Luis Carlos Esteban                                                     | 4:00    |  |
| 10.            | "Flores Secas en la Piel"                      | Luis Carlos Esteban                                                     | 5:42    |  |
| 11.            | "No Trates de Engañarme"                       | Alex de la Nuez                                                         | 3:59    |  |
| 12.            | "Déjame Escapar"                               | Aureo Baqueiro                                                          | 4:54    |  |
| 13.            | "Nunca Sabrás (How Much, How Much I Love You)" | Alec R. Costandinos Versão em espanhol: Luis Carlos Esteban             | 5:42    |  |
| 14.            | "María Mercedes"                               | Viviana Pímstein, Paco Navarrete                                        | 2:51    |  |
| Duração total: | Duração total:                                 | Duração total:                                                          | 58:34   |  |

## Desempenho nas paradas de sucesso
| Chart (2003)               | Posição |
| -------------------------- | ------- |
| Billboard Latin Pop Albums | 15      |

## Certificações e vendas
| Região                                         | Certificação   | Vendas/distribuição |
| ---------------------------------------------- | -------------- | ------------------- |
| Filipinas                                      | Ouro           | 20,000^             |
| Guatemala                                      | Platina + Ouro | 15,000^             |
| México (AMPROFON)                              | Platina + Ouro | 500,000             |
| ^distribuições baseadas apenas na certificação |                |                     |

## Turnê
Love Tour foi a primeira turnê internacional da cantora e atriz mexicana Thalía . Durante 1993 e 1994, fez uma série de 
apresentações, percorrendo dezenas de cidades do México. Além disso, apresentou-se pela primeira vez ao vivo como solista fora de seu país natal, com toda sua equipe de músicos e dançarinos, passando por alguns países da América Latina.
O seguinte repertório representa o show realizado no Centro Nocturno El Patio, na Cidade do México, no dia 17 de junho de 1993. Ele não representa todos os shows da turnê.
1. "Intro"
2. "El día del amor"
3. "La vie en rose" (Édith Piaf cover)
4. "Quinceañera"
5. "Si no es ahora"
6. "No sé si es amor"
7. "En la intimidad"
8. "Saliva"
9. "El bronceador"
10. "Flores secas en la piel"
11. "Cien años"
12. "Pienso en ti"
13. "Fuego cruzado"
14. "No trates de engañarme"
15. "María Mercedes"
16. "Sudor"
17. "Amarillo azul"
18. "Marimar"
19. "Sangre"
20. "Love"

Datas
| América Latina         |                  |             |                                      |
| 25 de março de 1993    | Lima             | Peru        | Club Regatas                         |
| 26 de março de 1993    | Lima             | Peru        | Muelle Uno                           |
| 27 de março de 1993    | Lima             | Peru        | Muelle Uno                           |
| 17 de junho de 1993    | Cidade do México | México      | El Patio                             |
| 18 de junho de 1993    | Cidade do México | México      | El Patio                             |
| 19 de junho de 1993    | Cidade do México | México      | El Patio                             |
| 24 de junho de 1993    | Cidade do México | México      | El Patio                             |
| 25 de junho de 1993    | Cidade do México | México      | El Patio                             |
| 26 de junho de 1993    | Cidade do México | México      | El Patio                             |
| 1º de julho de 1993    | Cidade do México | México      | El Patio                             |
| 2 de julho de 1993     | Cidade do México | México      | El Patio                             |
| 3 de julho de 1993     | Cidade do México | México      | El Patio                             |
| 8 de julho de 1993     | Cidade do México | México      | El Patio                             |
| 9 de julho de 1993     | Cidade do México | México      | El Patio                             |
| 10 de julho de 1993    | Cidade do México | México      | El Patio                             |
| 15 de julho de 1993    | Cidade do México | México      | El Patio                             |
| 16 de julho de 1993    | Cidade do México | México      | El Patio                             |
| 17 de julho de 1993    | Cidade do México | México      | El Patio                             |
| 25 de setembro de 1993 | San Salvador     | El Salvador | Gimnasio Nacional José Adolfo Pineda |
| 26 de setembro de 1993 | Heredia          | Costa Rica  | Palacio de los Deportes              |
| 8 de outubro de 1993   | Ciudad Juárez    | México      | Palenque Fiesta Juárez 93            |
| 15 de outubro de 1993  | Monterrey        | México      | Estadio de Béisbol Monterrey         |
| 22 de outubro de 1993  | Guadalajara      | México      | Palenque Fiestas de Octubre 93       |
| 3 de novembro de 1993  | Mérida           | México      | Palenque Feria X'matkuil 93          |
| 18 de dezembro de 1993 | Cancún           | México      | Palenque Expo Cancún 93              |
| 28 de dezembro de 1993 | Acapulco         | México      | Centro Internacional Acapulco        |
| 29 de dezembro de 1993 | Acapulco         | México      | Centro Internacional Acapulco        |
| 6 de maio de 1994      | Villahermosa     | México      | Palenque Feria Tabasco 94            |
| 11 de maio de 1994     | Hermosillo       | México      | Palenque Expo Hermosillo 94          |
| 13 de maio de 1994     | Ciudad Obregón   | México      | Palenque Expo Obregón 94             |
| 17 de junho de 1994    | Monterrey        | México      | Palenque Expo Guadalupe 94           |
| 2 de agosto de 1994    | Cidade do México | México      | Jockey Club (concerto privado)       |
| 12 de agosto de 1994   | Reynosa          | México      | Palenque Expo Reynosa 94             |
| 13 de agosto de 1994   | Coatzacoalcos    | México      | Palenque Expo Coatza 94              |
| 18 de novembro de 1994 | Mérida           | México      | Palenque Feria X'matkuil 94          |
| 15 de dezembro de 1994 | Cidade do México | México      | Auditório Nacional (cancelados)      |
| 16 de dezembro de 1994 | Cidade do México | México      | Auditório Nacional (cancelados)      |